# Tribu de Jenő
La tribu de Jenő (hongrois : Jenő törzs) est une des sept tribus magyares confédérées à l'origine de la Honfoglalás et de l'édification de l'État hongrois. 

## Nom de la tribu
Il est généralement accepté que le nom de la tribu est un emprunt à un mot turc bulgare, soit *inäk « confident, conseiller, ministre », soit selon une explication plus récente *yänäk « côté, joue » en référence à la place occupée dans l'ordre de bataille.

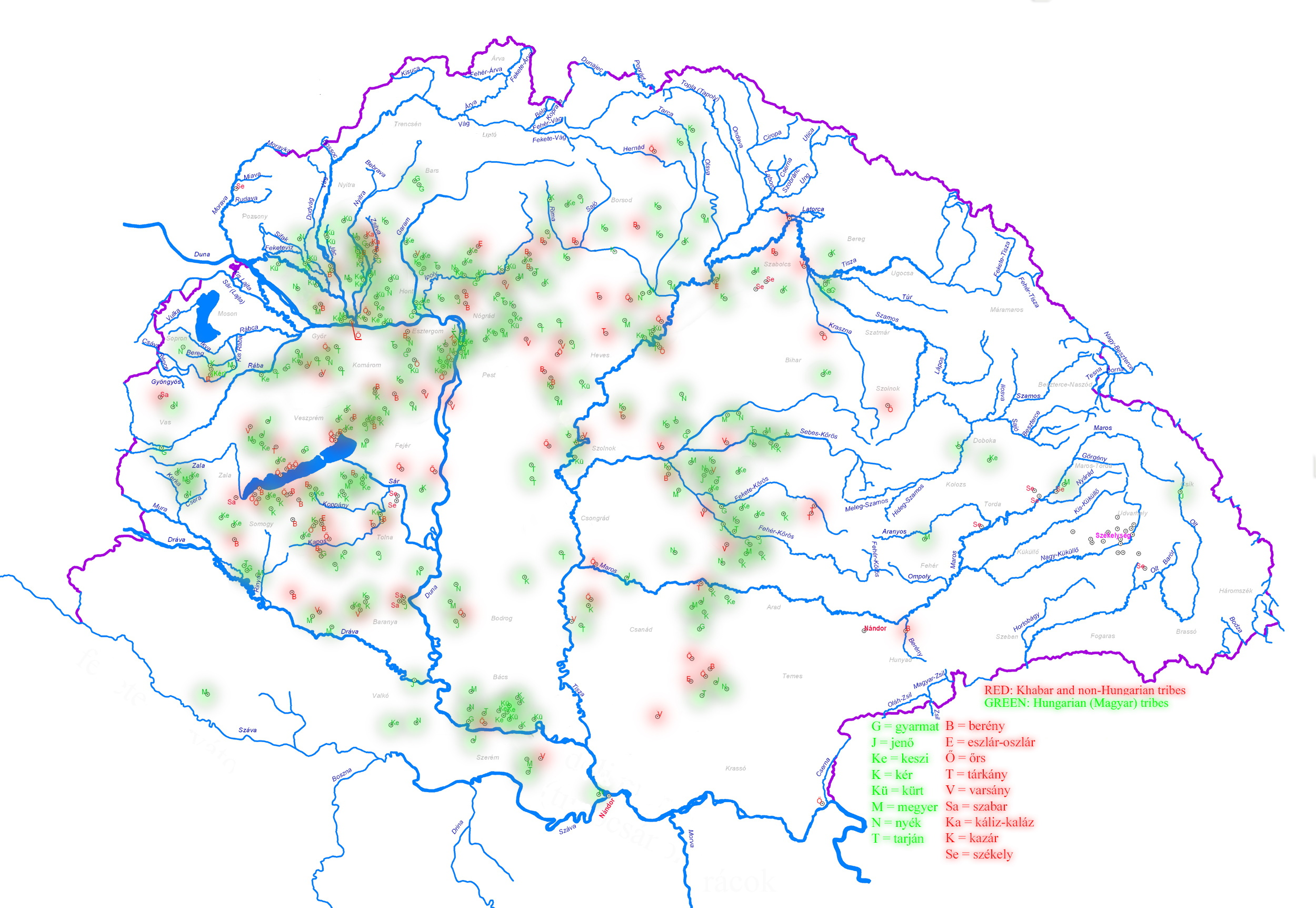
La trace des tribus magyares dans la toponymie locale du bassin des Carpates.

Le nom de cette tribu, comme celui des autres tribus magyares, nous a été transmis par un ouvrage de l'empereur Constantin VII Porphyrogénète. Ces noms de tribus, d'origine finno-ougrienne ou turque, ont donné de nombreux toponymes du bassin des Carpates.